# Lempster
Lempster è un comune degli Stati Uniti d'America facente parte della contea di Sullivan nello stato del New Hampshire.

## Storia
Primo concessa dal governatore coloniale Jonathan Belcher nel 1735 come "Numero 9" (il nono in una linea di forti per difendersi dagli attacchi indiani), fu nuovamente concessa nel 1753 come "Dupplin", in onore del lord scozzese Thomas Hay, Visconte di Dupplin, dal governatore Benning Wentworth. La città fu nuovamente concessa un'ultima volta nel 1767 come Lempster, in onore di Sir Thomas Fermor, Secondo Barone di Leominster o "Lempster", e incorporata nel 1772.